# Hy4 4yh
hy4_4yh, également connu sous le nom de Hyper Yoyo (ハイパーヨーヨ), est un groupe d'idoles féminin japonais, originaire du quartier d'Akihabara, à Tokyo. Formé en 2005, il est actuellement composé de deux MC, Yukarin et Yumiko et un DJ Sadachi, mais cette dernière considérée comme membre honoraire après son départ provisoire du groupe en 2014.
Le groupe interprète des chansons mélangeant les styles pop, rock, punk rock et funk.

## Biographie

### Débuts (2005)
En mai 2005, cinq jeunes filles, participant à la comédie musicale Tokyo Mets (東京メッツ), décide de créer un groupe nommé Otome5 (stylisé OTOME⑤).
Un des membres, Erika Furukawa, quitte Otome5 après leur premier concert et a est remplacée par Hitomi Imai. Le groupe est renommé YO_OY (se dit « Yoyo ») en référence au smiley représentant le « peace sign ». Le groupe Yo_Yo fait ses débuts avec le mini-album Yo Ban! en août 2005. Quelques mois plus tard, Hitomi Imai quitte le groupe, et celui-ci prend le nom de hy4_4yh. Depuis, les quatre membres restants adoptent chacun un surnom : Yukarin, Milano, Sadachi et Chanyumi. Milano quitte le groupe le 17 octobre 2008.

### SérieHyper Yo Ban(2006–2013)
Hyper Yo Ban (ハイパーヨー盤), leur premier album, est publié le 28 mai 2006. Il est suivi par Zoku Hyper Yo Ban (続ハイパーヨー盤), 2d album, sorti le 7 janvier 2007. Toujours en 2007, le groupe publie un album en deux parties : Hyper Yo Ban 3 ~Natsu no Shō~ et ~Fuyu no Shō~. Hyper Yo Ban 3 ~Natsu no Shō~ (ハイパーヨー盤3 ～夏の章), troisième album, est publié le 5 août, et Hyper Yo Ban 3 ~Fuyu no Shō~ (ハイパーヨー盤3 ～冬の章), le 23 novembre.
Le groupe commence à travailler en collaboration avec HMV en 2011. En mars 2012, il sort le single Kanzen Kōryaku en collaboration avec un autre groupe d'idoles Negicco.
Hyper Yo Ban 4 (ハイパーヨー盤4), cinquième album, est publié le 16 mai 2012. Cette même année, le groupe publie Hyper Single Collection +2 : The Early Days 2008-2010, un best-of, le 21 novembre.

### Star☆Ting(2014–2015)
Star☆Ting, leur sixième album, est publié le 29 janvier 2014. Il est le dernier du groupe avec DJ Sashi. Cet album contient sept titres incluant des chansons aux styles dance et rock. Le thème est Yavay Dance Music. L'album a été écrit et composé par Hosoe Shinji, DJ Jet Baron et Takano Mandokoro (Leopaldon). De plus, le nouveau single numérique de hi-Tunes ~ Yavay Party Anthem est en vente sur iTunes et Recochoku le 20 novembre 2013. La chanson star☆ting est la musique de fin de l’émission de radio J-Wave Hello World ; la chanson 24-31-01 sort également en single numérique le 4 décembre.
En mars 2014, Sadachi, le DJ du groupe, annonce partir étudier l’anglais à New York, aux États-Unis. Cependant, DJ Sadachi ajoute ne pas effectuer de cérémonie de remise son diplôme ni démissionner de groupe. Elle est considérée comme membre d’honneur du groupe d’idoles et les membres restants Yukarin et Yumiko continuent leurs activités en tant que duo. En avril suivant, hy4_4yh forme un groupe spécial Hyper Elekitel Rengō (ハイパーエレキテル連合) avec le duo de comédiennes Nippon Elekitel Rengō (日本エレキテル連合) sur le single Bukubuku / xYOxx (ぶくぶく / xYOxx).
Le groupe sort ensuite un single le 30 juillet intitulé Tickeee on the Beach, premier single du groupe réduit à deux membres. Une version vinyle 45 tours d'un des premiers singles du groupe Taiyō to Issho sort en septembre ; ceci est produit et remixé par DJ Michelle Sorry. Les hy4_4yh sortent un single YAVAY JAPAN 2020 / OH! SISTA! le 3 décembre. Comme le titre du single le laisse entendre, les membres des célèbrent avec six ans d'avance les Jeux olympiques prévus pour se dérouler à Tokyo en 2020. Le même mois, hy4_4yh se produit en concert les 21 et 22 décembre au Shibuya Garret Udagawa à Tokyo. Le thème du premier jour est « club », tandis que celui du second est « rock’n roll ». Leur 20e single Love Genome / Tengoku ⇔ Jigoku 2015, sorti en mai 2015, est une double face A comportant des chansons d’amour. En octobre 2015, les jeunes femmes ont été les têtes d’affiche de la campagne publicitaire Happy Halloween de HMV.
Le premier album de reprises du groupe d'idoles, Hyper Yo no Seishun J-Rap (ハイパヨ△の青春J-Rap), en vente le même mois, comporte des chansons interprétées à l'origine par divers artistes de rap japonais tels que Rhymester, RIP Slyme ou encore Orange Range.

### Yavay(depuis 2016)
Yavay, leur premier album chez une major, est publié le 10 août 2016. Il sort en éditions régulière, limitée, et deluxe.

## Membres
| Nom et prénom              | Noms en japonais | Nom de scène          | Date de naissance | Statut                 | Remarques                                                                                                  |
| Membres actuels            | Membres actuels  | Membres actuels       | Membres actuels   | Membres actuels        | Membres actuels                                                                                            |
| -------------------------- | ---------------- | --------------------- | ----------------- | ---------------------- | --- |
| Yukari Nakajima            | 中島由香利       | Yukarin (ユカリン)    | 7 janvier 1989    | MC                     | Depuis 2005                                                                                                |
| Yumiko Sakagoshi           | 坂越由実子       | Chanyumi (チャンユミ) | 22 mars 1989      | MC                     | Depuis 2005                                                                                                |
| Membre honoraire           |                  |                       |                   |                        | |
| Chiharu Sadachi            | 佐達ちはる       | Sadachi (サダチ)      | 21 septembre 1986 | DJ                     | Depuis 2005 ; Quitte le groupe en mars 2014.                                                               |
| Anciens membres            |                  |                       |                   |                        | |
| Erika Furukawa             | 古川英利         | aucun                 | 26 août 1989      | MC                     | Membre du groupe sous le nom de Otome5, quitte le groupe en juillet 2005 et est remplacée par Hitomi Imai. |
| Hitomi Imai (2005-2006)    | 今井仁美         | aucun                 | 20 mars 1990      | membre additionnel, MC | Remplace Erika en 2005 et quitte le groupe (nommé YO_OY) en 2006.                                          |
| Milano Kamioka (2005-2008) | 神岡実羅乃       | Milano (ミラノ)       | 13 octobre 1989   | MC                     | Quitte le groupe le 17 octobre 2008.                                                                       |

## Discographie

### EP
- 2005 - Yo Ban! (ヨー盤?) (sous le nom de YO_OY)

### Singles
| 1                       | 3 mai 2008       | Mimirara Mirai                                                                | ミミララ未来                                           |  |
| 2                       | 12 juillet 2008  | Katte ni Cinderella II                                                        | 勝手にシンデレラII                                     |  |
| 3                       | 13 octobre 2008  | Taiyō to Issho                                                                | たいようといっしょ                                     |  |
| 4                       | 19 avril 2009    | Sing Along                                                                    | シンガロング                                           |  |
| 5                       | 26 juillet 2009  | Hummingbird                                                                   | ハミングバード                                         |  |
| 6                       | 11 novembre 2009 | Oh! Seishun!!                                                                 | Oh！青春！！                                           |  |
| 7                       | 18 avril 2010    | Haru Uta                                                                      | ハルウタ                                               |  |
| 8                       | 4 juillet 2010   | 444 no Kiseki                                                                 | 444のキセキ                                            |  |
| 9                       | 19 décembre 2010 | Speedy Wonder                                                                 | Speedy Wonder                                          |  |
| 10                      | 22 février 2012  | U☆Chu                                                                         | U☆CHU                                                  |  |
| 11                      | 21 mars 2012     | We♡OT                                                                         | WE♡OT                                                  |  |
| 12                      | 4 avril 2012     | Yuke Yuke Go Go Onna no Ko!!                                                  | ゆけゆけGoGo女の子！！                                 |  |
| 13                      | 11 juillet 2012  | Beach Power                                                                   | Beach Power                                            |  |
| 14                      | 3 octobre 2012   | Tama Free!                                                                    | TAMA FREE                                              |  |
| 15                      | 4 avril 2013     | Tickeee Daisakusen! ~Yavay~ / Hyper Tickeee Queen no Uta                      | ティッケー大作戦！ ～Yavay～ / Hyper Tickeee Queenの歌 |  |
| 16                      | 10 juillet 2013  | Hanabeat                                                                      | はなびーと                                             |  |
| 17                      | 30 juillet 2014  | Tickeee on the Beach                                                          | ティッケー・オン・ザ・ビーチ                           |  |
| 18                      | 3 décembre 2014  | Yavay Japan 2020 / Oh! Sista                                                  | YAVAY JAPAN 2020 / OH! SISTA                           |  |
| 19                      | 13 mai 2015      | Love Genome / Tengoku ⇔ Jigoku 2015                                           | Love Genome / 天国⇔地獄2015                            |  |
| 20                      | 20 décembre 2017 | Shibahamax ~Shibahama Daitai Konna Kanji                                      | SHIBAHAMAX〜シバハマだいたいこんなかんじ               |  |
| 21                      | 18 juillet 2018  | Ningen Kōsaten Gozen 10-ji 40-bu                                              | 人間交差点 午前10時40分                                |  |
| Single en collaboration |                  |                                                                               |                                                        |  |
| 1                       | 21 mars 2012     | Kanzen Kōryaku (par Negicco × hy4 4yh)                                        | 完全攻略                                               |  |
| 2                       | 23 avril 2014    | Bukubuku / xYOxx (par Hyper Elekitel Rengō (hy4_4yh × Nippon Elekitel Rengō)) | ぶくぶく / xYOxx                                       |  |